# Sólrún Michelsen
Sólrún Michelsen (født Midjord 11. marts 1948 i Tórshavn) er en færøsk prisbelønnet forfatter og digter opvokset i Argir. Hun fik Tórshavns byråds børnekulturpris i 2002 og Mentanarvirðisløn M. A. Jacobsens (Thorshavn byråds kulturpris) i 2008. I 2004 var hun nomineret til Vestnordisk Råds Børne- og Ungdomslitteraturpris for digtsamlingen Loppugras og i 2015 blev hun Nomineret til Nordisk råds litteraturpris for romanen Hinumegin er mars (På den anden side er mars).

## Biografi
Efter studentereksamen arbejdede hun på telegrafstationen i Tórshavn, hvorefter hun blev gift med Poul Michelsen, de fik tre børn, som hun passede hjemme medens de var små. Senere arbejdede hun hos den færøske it-virksomhed Elektron. I 1974 etablerede hun sammen med sin mand en engrosvirksomhed, hvor hun arbejdede frem til 2008; det meste af tiden som direktør for virksomheden. 
Sólrún begyndte først at skrive som 45-årig ved siden af sit arbejde som direktør.
Sólruns mand var borgmester i Tórshavns kommune fra 1981 til 1992, og har været lagtingsmedlem fra 1984-90 og igen siden 2002.

### Børne- og ungdomslitteratur
- 1994 Argjafrensar - børnebog, 146 sider[4][5]
- 1996 Útiløgukattar (ungdomsroman), 123 sider[6]
- 2003 Loppugras (digte for børn)
- 2006 Óvitar - spøgelseshistorie, udgivet i nordisk ungdomsbog om spøgelser: Spøkilsið sum flenti (Det spøger)
- 2013 Torkils Døtur (børnebog)
- 2025 Sjókæti (billedbog med bogstavsrim)

### Fantasy
- 1999 Hin útvaldi (fantasy)
- 2002 Geislasteinar (fantasy)

Oversættelser
- 2017 E.M.Forster "The other Side of the Hedge"/ "Hinumegin runnagirðingina" udgivet i Vencil 18
- 2020 Grace Paley "In the Garden"/ "Í urtagarðinum" udgivet i Varðin 87

### Noveller
- 1996 Øðrvísi stuttsøga - (novelle) udgivet i Birting
- 2000 Maya (novelle) - Birting
- 2002 Angi av deyða (novelle), Birting
- 2004 Maðurin úr Grauballe (novelle) - udgivet i Birting
- 2006  Summi renna í stuttum brókum (novelle) i Vencil 1
  - 2011 Some people run in shorts udgivet i Vencil Anthology of Contemporary Faroese Literature
  - 2014  Manche laufen in kurzen Hosen udgivet i tysk oversættelse i novellesamlingen "Narrenflieger"
  - 2017 Some people run in shorts udgivet i Anthology of Nordic Contemporary Literature "THE DARK BLUE WINTER OVERCOAT"
  - 2017 Some people run in shorts udgivet i Boundless Literary Magazine on-line
- 2007 Gjøgnum skygnið - novelle, udgivet i Vencil 3
- 2009 Hin blái eingilin (novelle) i Vencil 6 
  - 2013 Der blaue Engel (udgivet i tysk oversættelse i novellesamlingen "Mord unterm nordlicht" s. 85-88)[7]
- 2011 Rottan (novellesamling)
  - 2014 The Rat - titelnovelle i engelsk oversættelse v/Matthew Landrum udgivet i pankmagazine.com
- 2016 Rød aften (udgivet i dansk oversættelse i novellesamlingen Gnist (ny litteratur på dansk) (til brug i islandske skoler)
- 2018 Morgunfrúa (novellesamling)
- 2018 Die Liebe - tysk oversættelse af novellen "Kærleikin" udgivet i novellesamlingen Neue Nordische Novellen VI (Im grossen Kreis)
- 2018 Starlings - engelsk oversættelse af novellen "Starar" v/Kerri Pierce i EUROPENOWJOURNAL.org
- 2018 Summer with Halla - engelsk oversættelse af novellen "Summarið við Hallu" v/Kerri Pierce i World Literature Today
- 2019 Skriving (novelle) udgivet i Vencil 20
- 2019 Arni (novelle) udgivet i Varðin 86
- 2020 Í urtagarðinum - novelle oversat fra In the Garden - Grace Paley udgivet i Varðin 2020
- 2021 Olivin novelle - udgivet i Varðin 2021
- 2022 Sunnumorgun - udgivet i Varðin 2022

### Romaner
- 2007 Tema við slankum (roman)
  - 2009 At danse med virkeligheden (dansk oversættelse af Tema við slankum Kirsten Brix oversatte)
  - 2015 Tanz auf den Klippen (tysk oversættelse af Tema við slankum Inga Meincke oversatte)
  - 2017 Sprinkeljenta (norsk oversættelse af Tema við slankum Anne-Kari Skardhamar oversatte)
- 2013 Hinumegin er mars (roman)
  - 2017 På den anden side er marts (dansk oversættelse af Hinumegin er mars Kirsten Brix oversatte)
  - 2017 På den andre sida er mars (nynorsk oversættelse af Hinumegin er mars Lars Moa oversatte)
  - 2023 On the Other Side is March (engelsk oversættelse: Marita Thomsen) Francis Boutle Publishers.
  - 2024 Translated to Amharic Ethiopia Publisher: Hohe Publisher  Translated by Samuel Zekarias
  - 2025 Translated to Greece Published by World Books
- 2019 Ein táttur er silvur (roman)
  - 2025 A sors fonala (Ungarsk oversættelse av Ein táttur er silvur) Kata Veress oversatte.
- 2020 Ein annar er gull (roman)
- 2021 Fáur fær tráðin heilt slættan (roman)
- 2021 Nornan spinnur (trilogi med de sidste tre bøger)
- 2023 Sára Malena (roman)

### Digte
- 1998 Mítt gamla land (digt) - udgivet i det litterære magasin Birting
- 2000 Oyggjarnar (kantate)
- 2003 Við vindeygað (digt) - Birting
- 2009 Kantatusálmur - i Vencil 7
- 2009 Í opnu hurðini (digtsamling)
- 2016 Ein farri av fráferð (digtsamling)

### Udgivet i Mín jólabók
- 1992 Jól hjá Onnu og Jákupi – udgivet i Mín jólabók (Min julebog)
- 1997 Emma – udgivet i Mín jólabók
- 1998 Tann fyrsta flykran og Eg kenni eina vættur - udgivet i Mín jólabók
- 1999 Barnajól og Magga - udgivet i Mín jólabók
- 2000 Gásasteggin, Postboð - udgivet i Mín jólabók
- 2001 Fuglakongurin og Hinumegin vindeyga udgivet i Mín jólabók
- 2003 Tann fyrsta flykran fall í dag og Ein dag eg lá á bønum - udgivet i Mín jólabók
- 2005 Sápubløðran udgivet i Mín jólabók
- 2007 Jólagávan udgivet i Mín jólabók
- 2009 Sjúrður og dvørgamoy (Mín jólabók)
- 2010 Sjúrður og drekin (Mín jólabók)[8]

## Priser og nomineringer
- 2002 - Barnamentanarheiðursløn Tórshavnar býráðs[9]
- 2002 - Nomineret til Nordisk råds børnelitteraturpris for fantazybøgerne "Hin útvaldi" og "Geislasteinar".
- 2004 - Nomineret Vestnordisk Råds Børne- og Ungdomslitteraturpris for digtsamlingen Loppugras,
- 2008 - M. A. Jacobsen prisen (Thorshavn byråds kulturpris) [10]
- 2015 - Nomineret til Nordisk råds litteraturpris[11]